# Mitrella siciliai
Mitrella siciliai is een slakkensoort uit de familie van de Columbellidae. De wetenschappelijke naam van de soort is voor het eerst geldig gepubliceerd in 2012 door Rolán & Gori.